# Isabella Biagini
Isabella Biagini, nacida Concetta Biagini (Roma, 8 de diciembre de 1940 - Roma, 14 de abril de 2018), fue una imitadora, showgirl y actriz de cine italiana.{{#tag:ref|Según algunas fuentes, Isabella Biagini nació en 1943 (8 de diciembre o el 19 diciembre) y tendría 74 años en el momento de su muerte. ANSA ha cuestionado esta edad, escribiendo que quizás era unos cuantos años más grande.

## Biografía

### Carrera
Cuando todavía era joven fue descubierta por el director Michelangelo Antonioni, que en 1955 le dio un pequeño papel en la película Le amiche.
El paso por la televisión se produjo covo motiu de un concurso de locutores en que ella, haciendo gala de una "mirada" de una chica tonta, provocó tanta confusión e hilaridad que en seguida fue contratada, al día siguiente, para un rol cómico.
Durante los 60 y 7] Isabella Biagini protagonizó numerosas películes de la commedia sexy italiana, bajo la dirección de Luciano Salce, Steno, Mariano Laurenti, Bruno Corbucci, Fernando Di Leo, Joe D'Amato y muchos otros, en los que a menudo encarnaba el estereotipo de la bella rubia y pechos grandes, pero superficial y tonta.
Paralelamente participó para Rai en diversas variedades televisivas, entre ellas la comedia musical Non cantare, spara (1968) con el Quartetto Cetra, Bambole, non c'è una lira (1977) y C'era una volta Roma (1979), revelando una notable versatilidad y una actitud irónica e irreverente, y distinguiéndose por la habilidad en las imitaciones, en particular la de Mina. Formó una asociación artística con Enrico Simonetti, con quien dirigió los programas Il signore ha suonato?, de 1966, Lei non si preoccupi de 1967 y Aiuto è vacanza, de 1969 y también participó en la 22º edición del programa de radio Gran varietà en 1971, actuando también en sketches cómicos.
A medida que los compromisos laborales se hacían cada vez más raros, también por la no siempre fiabilidad profesional y el fuerte humor, la popularidad de la actriz fue decayendo y le limitó al campo del cabaret y la televisión local.
En 1984 reapareció en la televisión estatal, a las emisiones Cari amici vicini e lontani con Renzo Arbore y TV Story con Walter Chiari. En 1987 Tinto Brass le dio un papel en la película erótica "Capriccio".
En 1992, su decisión de participar en el programa Agenzia matrimoniale como corazón  solitario causó sensación: en aquella ocasión la actriz fue acusada de querer hacer publicidad en un momento de decadencia profesional.
En el 2000 participó en su última película Il segreto del giaguaro.

### Fallecimiento
Afectada por una isquemia cerebral en noviembre de 2017, murió la madrugada del 14 de abril de 2018 en la clínica "Antea Hospice" de Roma donde había estado hospitalizada durante un mes por curas paliativas. El funeral religioso se celebró el 17 de abril a la Iglseia de lis Artistas a Piazza del Popolo. Isabella Biagini fue enterrada entonces en el Cimitero Flaminio.

## Vida privada
Isabella Biagini tuvo una vida amorosa difícil, marcada por el dolor, por dos matrimonios fracasados (el primer de los cuales nació su hija Mònica, que murió en 1998) y por relaciones tormentosas.
En 2016 vivía con una pensión de 700 euros mensuales, mientras que en enero de 2017 fue desalojada por primera vez (de una casa que también resultó dañada por un incendio -segúna la actriz provocado- justo el día antes del desalojo) y después fue atropellada por un coche mientras intentaba coger a su perro, como ella misma informó en un mensaje de vídeo en el programa Pomeriggio Cinque, presentado por Barbara d'Urso

## Filmografía
- La zia d'America va a sciare, dirigida por Roberto Bianchi Montero (1957)
- Il cocco di mamma, dirigida por Mauro Morassi (1958)
- Serenatella sciuè sciuè, dirigida por Carlo Campogalliani (1958)
- Dos de la mafia (I due mafiosi), dirigida por Giorgio Simonelli (1964)
- El octavo hombre (Slalom), dirigida por Luciano Salce (1965)
- Amore all'italiana, dirigida por Steno (1966)
- Gli altri, gli altri... e noi, dirigida por Maurizio Arena (1967)
- I 2 vigili, dirigida por Giuseppe Orlandini (1967)
- Pensando a te, dirigida por Aldo Grimaldi (1969)
- Gli infermieri della mutua, dirigida por Giuseppe Orlandini (1969)
- Quelli belli... siamo noi, dirigida por Giorgio Mariuzzo (1970)
- La ragazza del prete, dirigida por Domenico Paolella (1970)
- Mazzabubù... Quante corna stanno quaggiù?, dirigida por Mariano Laurenti (1971)
- Io non vedo, tu non parli, lui non sente, dirigida por Mario Camerini (1971)
- Il clan dei due Borsalini, dirigida por Giuseppe Orlandini (1971)
- Cuando el cuerno asoma (Boccaccio), dirigida por Bruno Corbucci (1972)
- El sindicalista (Il sindacalista), dirigida por Luciano Salce (1972)
- Il terrore con gli occhi storti, dirigida por Steno (1972)
- María Rosa la mirona (Maria Rosa la guardona), dirigida por Marino Girolami (1973)
- Hong-Kong, 3 Supermen, desafío al Kung/Fu (Crash! Che botte... Strippo strappo stroppio), dirigida por Bitto Albertini (1973)
- El erotómano (L'erotomane), dirigida por Marco Vicario (1974)
- Paolo il freddo, dirigida por Ciccio Ingrassia (1974)
- La espía se desnuda (Colpo in canna), dirigida por Fernando Di Leo (1975)
- Mayra, la venus negra (La ragazza dalla pelle di corallo), dirigida por Osvaldo Civirani (1976)
- Gli amici di Nick Hezard, dirigida por Fernando Di Leo (1976)
- Atti impuri all'italiana, dirigida por Oscar Brazzi (1976)
- Desmadre en familia (Stangata in famiglia), dirigida por Franco Nucci (1976)
- El ginecólogo de la mutua (Il ginecologo della mutua), dirigida por Joe D'Amato (1977)
- Todos a la escuela (Tutti a squola), dirigida por Pier Francesco Pingitore (1979)
- Ciao marziano, dirigida por Pier Francesco Pingitore (1980)
- La cameriera seduce i villeggianti, dirigida por Aldo Grimaldi (1980)
- "FF.SS." - Cioè: "...che mi hai portato a fare sopra a Posillipo se non mi vuoi più bene?", dirigida por Renzo Arbore (1983)
- El futuro es mujer (Il futuro è donna), non accreditata, dirigida por Marco Ferreri (1984)
- Grandes almacenas (Grandi magazzini), dirigida por Castellano e Pipolo (1986)
- Capriccio, dirigida por Tinto Brass (1987)
- La bruttina stagionata, dirigida por Anna Di Francisca (1996)
- Nostalgia di protezione, cortometraggio, dirigida por Gillo Pontecorvo (1997)
- Il segreto del giaguaro, dirigida por Antonello Fassari (2000)

## Televisión

### Guiones
- Le avventure di Laura Storm - serie de televisión, 1 episodio (1966)
- Non cantare, spara - film TV (1968)
- Quel negozio di Piazza Navona - miniserie de televisión, 3 episodi (1969)
- Il sistema Ribadier, di Georges Feydeau i Maurice Hennequin (TV 8 febrer 1974)
- Settimo anno - miniserie de televisión (1978)
- I ragazzi del muretto - serie de televisión, 1 episodi (1996)

### Variedades
- Andiamoci piano (1966)
- Il signore ha suonato? (1966)
- Lei non si preoccupi (1967)
- Aiuto è vacanza (1969)
- La cugina Orietta (1970)
- Sim Salabim Special (1976)
- Bambole, non c'è una lira (1977)
- C'era una volta Roma (1979)
- Biondissimamente tua (1979)
- Cari amici vicini e lontani (1984)
- TV Story (1984)

## Discografía
- 1967 - Mangio la mia mela/Una figlia primitiva (Mustang, CM 30004)